# Tony Rust Race Track
Der Tony Rust Race Track (deutsch Tony-Rust-Rennstrecke) ist die einzige permanente Motorsportrennstrecke in Namibia. Sie ist nach dem ehemaligen namibischen Motorsportstar Tony Rust, der Mitte der 2000er-Jahre auch Präsident des Namibischen Motorsportverbandes war, benannt.

## Geschichte
Die Strecke wurde 1984 auf einem hügeligen Gelände errichtet. 2013 begannen Renovierungsarbeiten und Anpassungen an die FIA-Standards. 2014 wurde der Bahnbelag erneuert und neue Randabweiser und eine neue Zeitnahme mit Transponder-System installiert. Pläne zur Vergrößerung der Kartbahn und eine Verlängerung der Auslaufzonen im Kurvenbereich der Hauptstrecke sind ebenfalls im Gange. Die umfassenden Baumaßnahmen, einschließlich der Renovierung der Haupttribüne, wurden 2015 beendet. Die Baukosten von rund 500.000 Namibia-Dollar wurden vom Windhoek Motor Club und dem Ministerium für Jugend, Nationaldienste, Sport und Kultur getragen.

## Streckenbeschreibung
Der Kurs ist 2600 Meter lang und liegt rund 9 km westlich von Windhoek. Zum Sportkomplex gehört außerdem eine Kartbahn. Die Start-und-Ziel-Gerade wurde auch für Beschleunigungsrennen über die klassische Quarter Mile (ca. 400 m), genutzt. Bei einer Kombination von 36 m Höhenunterschieden mit langen Geraden und 5 Kurven ist sie eine der schnellsten Rundstrecken im südlichen Afrika.